# Monographis tamoyensis
Monographis tamoyensis är en mångfotingart som beskrevs av Christoph D. Schubart 1940. Monographis tamoyensis ingår i släktet Monographis och familjen penseldubbelfotingar. Inga underarter finns listade i Catalogue of Life.